# Tân Phú, Thới Bình
Tân Phú là một xã thuộc huyện Thới Bình, tỉnh Cà Mau, Việt Nam.

## Địa lý
Xã Tân Phú nằm ở phía đông huyện Thới Bình, có vị trí địa lý:
- Phía đông giáp tỉnh Bạc Liêu
- Phía tây giáp xã Thới Bình và xã Trí Phải
- Phía nam giáp xã Tân Lộc Bắc
- Phía bắc giáp tỉnh Kiên Giang.

Xã Tân Phú có diện tích 93,92 km², dân số năm 2019 là 22.385 người, mật độ dân số đạt 238 người/km².

## Hành chính
Xã Tân Phú được chia thành 11 ấp: Đầu Nai, Giao Khẩu, Kinh 5A, Kinh 5B, Nhà Máy A, Nhà Máy B, Tapasa 1, Tapasa 2, Tràm Thẻ, Tràm Thẻ Đông, Trời Mọc.

## Lịch sử
Ngày 25 tháng 7 năm 1979, Hội đồng Chính phủ ban hành Quyết định 275-CP về việc:
- Chia xã Tân Phú Thành thành 3 xã: Tân Quý, Tân Phú và Tân Xuân.
- Thành lập xã Tân Lợi thuộc huyện Cà Mau trên cơ sở phần nửa đất của xã Hồ Thị Kỷ, huyện Thới Bình.

Ngày 14 tháng 2 năm 1987, Hội đồng Bộ trưởng ban hành Quyết định số 33B-HĐBT về việc sáp nhập xã Tân Quý vào xã Tân Phú và tách một phần diện tích và dân số của xã Tân Phú để sáp nhập vào xã Tân Xuân.
Xã Tân Phú có 5.869 hécta đất và 7.561 nhân khẩu.
Xã Tân Xuân có 2.437 hécta đất và 6.916 nhân khẩu.
Ngày 30 tháng 8 năm 1983, Hội đồng Bộ trưởng ban hành Quyết định số 94-HĐBT về việc sáp nhập xã Tân Lợi của huyện Cà Mau mới giải thể vào huyện Thới Bình quản lý.
Ngày 2 tháng 2 năm 1991, Ban Tổ chức Chính phủ ban hành Quyết định số 51/QĐ-TCCP về việc sáp nhập xã Tân Xuân và xã Tân Lợi vào xã Tân Phú.
Ngày 6 tháng 11 năm 1996, Quốc hội ban hành Nghị quyết về việc chia tỉnh Minh Hải thành hai tỉnh Cà Mau và Bạc Liêu. Khi đó, xã Tân Phú thuộc huyện Thới Bình, tỉnh Cà Mau.
Ngày 9 tháng 12 năm 2020, HĐND tỉnh Cà Mau ban hành Nghị quyết số 28/NQ-HĐND về việc sáp nhập ấp Tapasa 3 vào ấp Tapasa 2.

## Kinh tế - xã hội
Kinh tế chủ yếu là nuôi tôm, diện tích trồng lúa và rau màu không đáng kể.
Tân Phú là một trong những xã có mức thu nhập cao nhất huyện Thới Bình, cùng với xã Trí Phải và xã Tân Lộc.

### Giáo dục
Các trường học trên địa bàn xã:
- Trường THCS Tân Phú.
- Trường TH Tân Phú.
- Trường TH Tân Xuân đạt chuẩn quốc gia.
- Trường mầm non Hoa Phượng.

Ngoài ra, còn một số điểm trường tiểu học khác.

### Y tế
Có trạm y tế xã đạt chuẩn quốc gia phía trước giáp quốc lộ 63, phía sau giáp sông Bạch Ngưu.

## Giao thông
Đường bộ có Quốc lộ 63 chạy qua dài khoảng 10 km.
Đường thủy có sông Bạch Ngưu, kinh xáng Huyện Sử – Chợ Hội – Chủ Chí.